# Palác Lažanských (Sněmovní)
Palác Lažanských je původně renesanční dům, v první polovině 18. století barokně upravený. Nachází se v Praze na Malé Straně v ulici Sněmovní 175/5. Je chráněn jako kulturní památka.

## Popis a historie

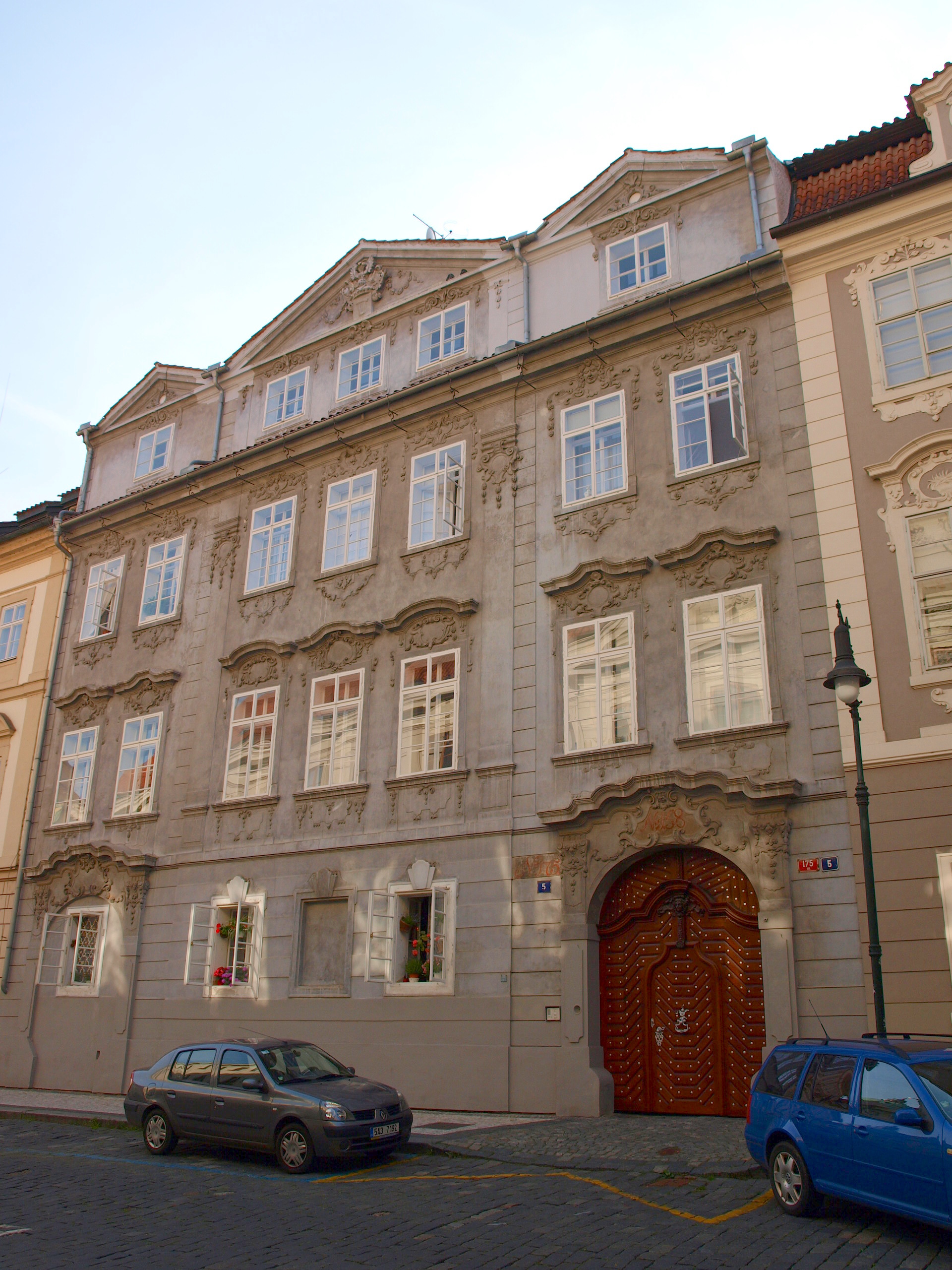
Palác Lažanských

Dům je trojkřídlý objekt tvořící dvůr, jehož čtvrtou severní stranu ohraničuje sousední Černínský palác. Východní křídlo leží při Sněmovní ulici, na západní křídlo navazuje nevelká zahrada.
Hlavní uliční průčelí je sedmiosé, střední tři osy zdůrazňuje mělký rizalit. Nad průčelím jsou tři štíty, střední je větší. V krajních osách v přízemí jsou edikulové portály, v pravém jsou vrata s brankou pro pěší, portál vlevo je slepý (s oknem).
Po požáru gotického domu v roce 1541 zůstala parcela, na níž dnes stojí palác, pustá, ale v polovině 16. století zde byl postaven jednopatrový renesanční dům. V první polovině 17. století patřil Jaroslavu Loubskému z Lub a při úpravách v rozmezí let 1640–1670 vznikla současná barokní podoba paláce.
V roce 1670 ho koupili Černínové a od nich roku 1712 dům koupil František Josef Valdštejn. Roku 1724 se dům dostal do měšťanských rukou a v letech 1735–1739 nechal tehdejší majitel J. J. Gelnhausen provést pozdně barokní úpravy podle projektu Františka Maxmiliána Kaňky.
V roce 1741 dům koupil apelační rada Jan Hennet (proto byl pak někdy označován i jako Hennetův palác). V roce 1899 koupil dům Jan Karel Lažanský, který ho ještě nechal upravit od Otakara Materny (z té doby je i erb Lažanských v tympanonu nad průčelím). Jeho dceři Terezii byl pak v roce 1945 spolu s ostatním majetkem zkonfiskován.
V současnosti je palác v soukromých rukou a nacházejí se zde kanceláře a byty. V letech 1962–1982 tu např. žil spisovatel a scenárista Jiří Brdečka.